# Донецький металопрокатний завод
Донецький металопрокатний завод (ДМПЗ) — підприємство гірничометалургійного комплексу України, розташоване у Донецьку.
Виробник сортового прокату (смуги, кутники, арматура, круги, квадрати й шестигранники різних розмірів). Також підприємство має можливість виробляти сталеві помольні кулі, чавунні труби, металовироби, чавунне фасонне лиття, каналізаційні люки

## Історія
- 1958 введено в дію прокатний цех
- 1962 – цех з виробництва водопровідних і каналізаційних труб
- 1974 – цех столових приборів із нержавіючої сталі (найбільший на той час у Європі)
- 1975–89 – у складі Донецького металургійного заводу
- Від 1993 – перетворене на відкрите акціонерне товариство
- 2002 введено в дію ділянку ад’юстажу лінії 500 з виготовлення великосортового прокату.

В 2011 році на підприємстві проведено реконструкцію цеху литва і розпочато роботи з модернізації прокатного цеху.
ДМПЗ за підсумками 2011 року наростив випуск готового прокату на 11,3% в порівнянні з 2010 роком – до 92,445 тис тонн.
Донецький металопрокатний завод у 2012 році скоротив виробництво готового прокату на 45,6% в порівнянні з 2011 роком – до 50,292 тис тонн.
За 2012 рік завод також знизив випуск чавунного лиття на 2,2% – до 2,730 тис тонн, металовиробів – на 27,4%, до 3,091 тис тонн. При цьому в грудні на ДМПЗ було вироблено 4,380 тис тонн прокату, 226,934 тонн чавунного лиття і 167,578 тонн металовиробів.
З 2015 р. підприємство припинило продавати продукцію на експорт, до 2017 р. постачання здійснювалися на територію України. З 2017 р. підприємство простоює.

## Виробничі потужності
Сортопрокатний, столових приборів, труболиварський, ремонтно-механічний, енергетичний та з підготовки виробництва цехи, лабораторії хімічних та механічних випробувань.
Надає фінансову допомогу боксерському клубу Д. Єлисеєва, школі-інтернату № 5 для дітей-інвалідів.

## Продукція
- круги 16–85 мм, смуги 20–120 × 5–20 мм, квадрати 12–60 мм, кутки 14– 52 мм, арматура 14–32 мм
- чавунні каналізаційні труби діаметром 50, 100, 150 мм, фасонні частини до труб
- деталі двигунів для тракторів ХТЗ (ВАТ «Харківський тракторний завод»)
- чавунні каналізаційні люки
- метизна продукція для вугільної промисловості
- столові прибори з нержавіючої сталі
- різноманітні види лопат
- металоконструкції

Частка продукції у загальноукраїнському обсязі становить близько 0,9%.
Основні країни експорту: СНД, Словаччина, країни Балтії, Сирія, Ліван, ОАЕ, Ефіопія, Конґо.

## Керівництво
- Лам Матвій Маркович (2000)